# Pomplamoose
Pomplamoose é um grupo musical norte-americano da Califórnia cujos integrantes são os multi-instrumentistas Jack Conte e Nataly Dawn. O duo foi formado em 2008 e vendeu cerca de 100.000 músicas on-line em 2009. Eles são conhecidos pela diversidade de estilos musicais; o grupo recusa ser rotulado em um só gênero.

## Etimologia
O nome da banda deriva da palavra francesa pamplemousse, que significa toranja. Pomplamoose é uma aproximação em inglês da pronúncia em francês.

## Gravações e performances
Pomplamoose se apresenta, principalmente, em vídeos no YouTube e MySpace, com algumas performances ao vivo. Eles reuniram mais de 429,000 assinantes e 100 milhões de espectadores em seu canal do YouTube em 19 de agosto de 2014. O grupo ganhou amplo reconhecimento quando o vídeo em que tocam "Ave Maria", foi destaque na primeira página do YouTube. A dupla recentemente produziu o mais recente álbum de estúdio de Julia Nunes.
Seus vídeos, principalmente, assumem a forma de "VideoSongs", um meio que Jack Conte define com duas regras:
1. O que se vê é o que se ouve. (Nada de playback de instrumentos ou voz)
2. Se pode ser ouvido, em algum momento pode ser visto. (Nada de sons ocultos)

## Discografia

### Videoclipes
- "Don't Stop Lovin' Me" (junho de 2012)
- "Do Not Push - A Gotye Call Me Maybe Mashup" (julho de 2012)
- "Batman Theme ("Do Not Push" Sequel)" (julho de 2012)
- "I'll Be There In a Minute" (agosto de 2012)
- "Hey It's Pomplamoose" (outubro de 2012)
- "Royals 2Pac Beck Mashup" (novembro de 2013)
- "Pharrell Mashup (Happy Get Lucky)" (fevereiro de 2014)
- "Like a Million" (abril de 2014)
- "Puttin' On the Ritz" (abril de 2014)
- "30 Rock" (maio de 2014)
- "Come Together" (junho de 2014)
- "Get That Body Back" (setembro de 2014)
- "Fight Back (outubro de 2014)
- "Walking on Sunshine" (junho de 2015)